# Short Circuit: Live at the Electric Circus
Short Circuit: Live at the Electric Circus é uma compilação de músicas gravadas ao vivo no Electric Circus, em Manchester, nos dias 1 e 2 de outubro de 1977. Estas foram as últimas noites de shows do local antes de ser fechado. Lançado pela Virgin Records em 1978.
O Joy Division se apresentou sob o seu nome original "Warsaw" na segunda noite, mas a faixa foi creditada a Joy Division na capa, quando, na verdade, eles mudaram de nome apenas em Janeiro de 1978.
O álbum foi relançado em CD em 1990 pelo selo Blue Plate.
O álbum foi o lançamento de estréia para a banda The Fall, o Joy Division lançou seu EP An Ideal for Living apenas 13 dias antes, e todas as outras bandas lançaram seus álbuns de estréia em 1977.

## Faixas
| Lado A |                                                 |                    |         |  |
| N.º    | Título                                          | Artista            | Duração |  |
| 1.     | "Stepping Out"                                  | The Fall           | 2:36    |  |
| 2.     | "(You Never See a Nipple in The) Daily Express" | John Cooper Clarke | 1:03    |  |
| 3.     | "At a Later Date"                               | Joy Division       | 3:00    |  |
| 4.     | "Persecution Complex"                           | The Drones         | 2:50    |  |

| Lado B |                                        |                    |         |  |
| N.º    | Título                                 | -                  | Duração |  |
| 1.     | "Makka Splaff"                         | Steel Pulse        | 5:45    |  |
| 2.     | "I Married a Monster from Outer Space" | John Cooper Clarke | 1:30    |  |
| 3.     | "Last Orders"                          | The Fall           | 3:08    |  |
| 4.     | "Time's Up"                            | Buzzcocks          | 2:58    |  |